# Willich (Nadrenia Północna-Westfalia)
Willich – miasto w Niemczech, położone w kraju związkowym Nadrenia Północna-Westfalia, w rejencji Düsseldorf, w powiecie Viersen. W 2010 roku liczyło 51 949 mieszkańców.

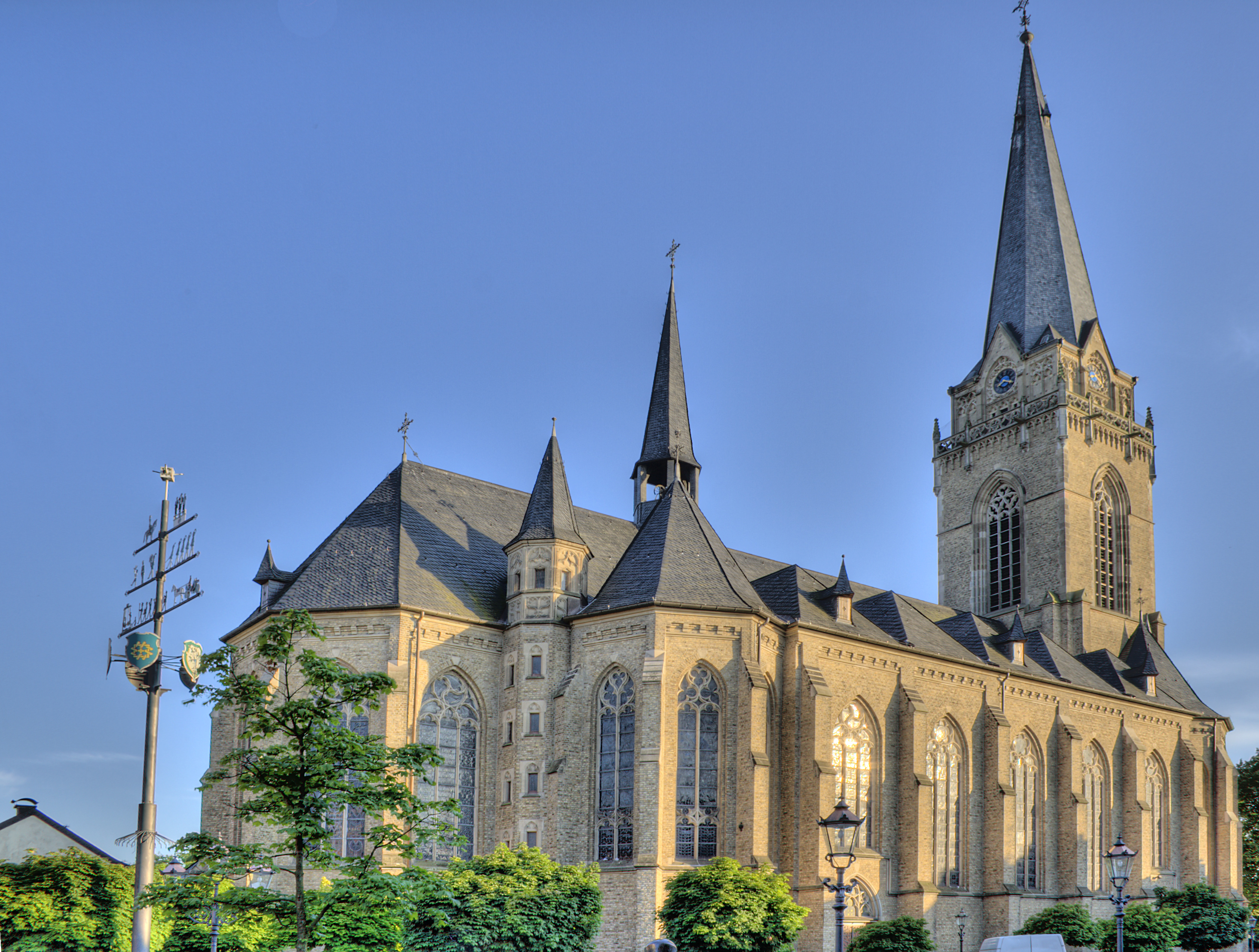
Kościół św. Katarzyny (St. Katharina) w Willich

## Współpraca
Miejscowości partnerskie:
- Bürgel, Turyngia
- Linselles, Francja
- New Market, Anglia
- Premnitz, Brandenburgia
- Smiltene, Łotwa
- Zogoré, Burkina Faso
- Žalec, Słowenia